# Ерик Карлфелт
Ерик Аксел Карлфелт (швед. Erik Axel Karlfeldt; Карлбо, 20. јул 1864 — Стокхолм, 8. април 1931), био је шведски песник. Његова симболистичка поезија је била маскирана као регионализам и била је популарна. Добио је Нобелову награду за књижевност 1931. Нобелову награду је одбио 1918. године.

## Биографија
Рођен је у пољопривредној породици у Карлбоу у провинцији Даларна, као Ерик Аксел Ериксон. Његов отац Ерик Ериксон био је фармер, а мајка Ана Јансдотер била је побожна лутеранка. Хришћанске слике касније су постале део песниковог лирског света. Године 1885. Карлфелтов отац је претрпео финансијску пропаст и проглашен је кривим за фалсификовање, а неколико година касније умро је од болести плућа. Године 1888, због слабог вида, Карлфелт је одбијен за војну службу. У жељи да се дистанцира од оца који је осрамоћен кривичном осудом 1889. године, када је у Стокхолму радио као новинар, почео је да користи име Карлфелт.
У школи је био веома добар ученик и већ тада је показао таленат за поезију. Студирао је на универзитету у Упсали, где је дипломирао 1902. Да би финансирао студије предавао је у неколико школа. Након завршетка студија, од 1903. до 1912. године, радио је као библиотекар у Краљевској библиотеци у Стокхолму.
Године 1904. Ерик Аксел Карлфелт изабран је за члана Шведске академије и седео је на месту број 11. Годину дана касније, 1905, изабран је за члана Нобеловог института академије, а 1907. у Нобелов комитет. Изабран је 1912. за сталног секретара академије и на тој позицији је био до смрти. Универзитет у Упсали доделио му је почасни докторат 1917.

## Књижевно дело
Сеоска култура завичаја снажно је утицала на целокупно Карлфелтово дело. Опевао је шведске пејзаже, како још нетакнуте тако и оне култивисане. Такође је певао и о осјећају припадности земљи, остајући укорењен у сељачкој култури покрајине Даларна. Сељаци које је он приказао су, према речима једног критичара, „у складу са природом и годишњим добима“. У својим песмама успео је да оживи стару сеоску Шведску, од језика до целокупног друштва, што му је за живота донело огромну популарност међу сународницима.
Своја најзначајнија дела Ерик Аксел Карлфелт објавио је у шест књига песама: 
- Vildmarks-och kärleksvisor (Песме дивљине и љубави, 1895)
- Fridolins visor och andra dikter (Фридолинове баладе и друге песме, 1898)
- Fridolins lustgård och Dalmålningar på rim (Фридолинов рајски врт и даларнске зидне сликарије у римама, 1901)
- Flora och Pomona (Флора и Помона, 1906)
- Flora och Bellona (Флора и Белона, 1918)
- Hösthorn (Jesenji rog, 1927)[5]

## Нобелова награда
Године 1931 Ерику Карлфелту постхумно је додељена Нобелова награда за књижевност. Претходно је, 1918. године, ову награду одбио, делимично и због свог положаја секретара Шведске академије, која додељује награду.